# Monument per a la Continuació de la Catedral de Girona
El Monument per a la Continuació de la Catedral de Girona és una escultura d'art públic del municipi de Girona inclosa en l'Inventari del Patrimoni Arquitectònic de Catalunya. Es col·locà el 1986.

## Descripció
És una estàtua de bronze al primer replà de les escales de la Pera, començant des del carrer de la Força, davant la Pabordia. Simbolitza un mestre d'obres amb compàs de mesures a la mà dreta i en posició d'estudi sobre una taula de forma cúbica i on a la cara superior hi ha un plànol de la catedral de Girona, tapant amb el braç dreta la part del claustre i treballant sobre la zona de la nau. En general està ple de símbols cabalístics i esotèrics. Al costat dret hi ha la inscripció sobre el motiu de l'estàtua: SIS-CENTÈ ANIVERSARI DE LA PRIMERA REUNIÓ DE MESTRES D'OBRA PER DECIDIR LA CONTINUACIÓ DE LA CATEDRAL DE GIRONA, 1386-1986. El conjunt descansa sobre una base de pedra de Girona polida.